# Fényképészeti stúdió

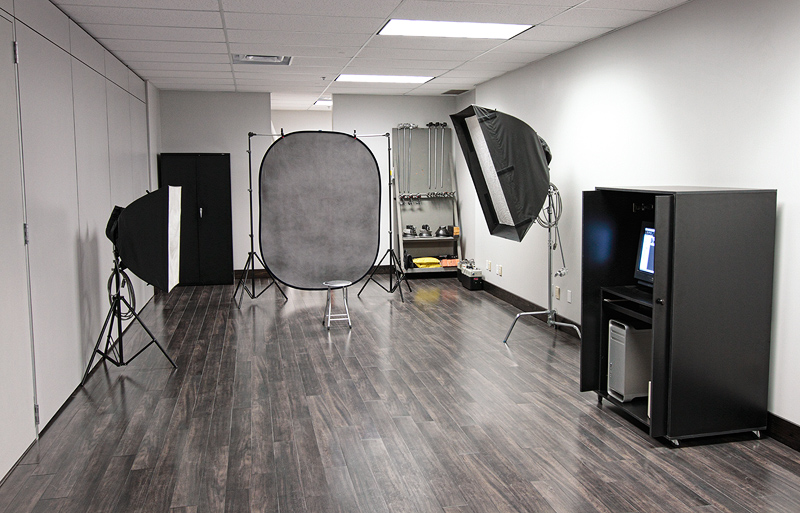
Fotóstúdió 2011-ben

A fényképészeti stúdió a fotográfus számára a tökéletes háttér és fényviszonyok biztosítására hivatott.

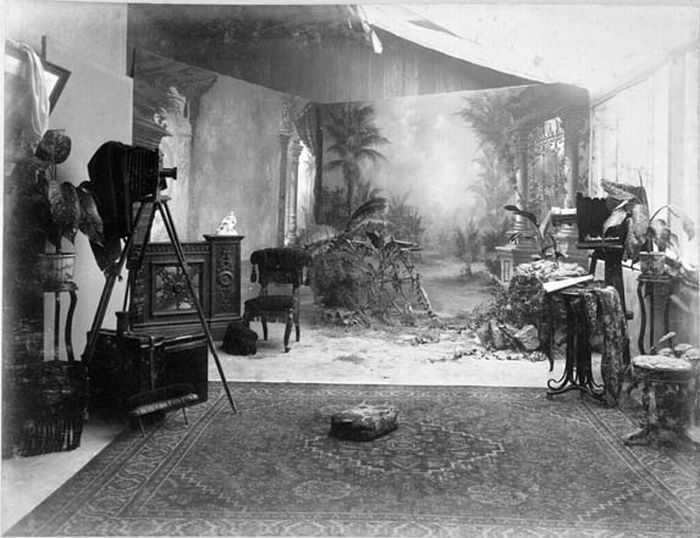
Fotóstúdió 1898-ban

Arcképek, aktképek és egyéb fotók készülnek ezen a helyen.

## Egyéb szolgáltatásai lehetnek
- tablófotózás
- régi fotó felújítása
- portfólió készítése
- reklámfotó
- digitális képfeldolgozás
- divatfotó

## Külső hivatkozások
- Műterem – linkgyűjtemény